# Kampilan
Das Kampilan (auch Campilan, Bada, Badanumogandi) ist ein traditionelles Schwert von den Philippinen, Sulawesi, den Talaud-Inseln und Kalimantan (Borneo) aus dem 14. Jahrhundert. Entwickelt wurde es von dem Stamm der Dayak auf Borneo. Später wurde es von den Stämmen der Moro und der Sulu auf den Philippinen benutzt.

## Geschichte
Das Kampilan wird zuerst in Berichten über die Reisen Ferdinand Magellans erwähnt. In dem Bericht über die Schlacht bei Mactan am 27. April 1521 wird erwähnt, dass der Häuptling der Philippinos, Datu Lapu-Lapu (* um 1484, † um 1564) mit einem Kampilan kämpfte. Magellan fiel bei diesem Kampf. Das Kampilan gehört auch heute noch zur Tradition der Philippinos.

## Beschreibung
Das Kampilan wird beidhändig geführt. Es hat meist eine gerade, einschneidige Klinge.  Sie wird vom Heft zum Ort breiter. Der Ort ist schräg abgeschnitten. An der Schräge ist oft ein gebogener Dorn ausgearbeitet. Das Heft besteht aus Holz und hat ein t-förmiges, hölzernes Parier. Der Knauf ist groß ausgearbeitet und an seinem Ende in der Form eines stilisierten Krokodilmaules geschnitzt. Das Heft ist oft mit roten oder schwarzen Tierhaarbüscheln verziert. Es ist mit Schnitzereien verziert, die über das gesamte Heft laufen. Die Scheiden sind zweiteilig und bestehen aus Holz oder Bambus, das zur Befestigung der Hälften mit Rattanschnüren umwickelt ist. Die Scheiden sind am Scheidenmund nicht miteinander verbunden und flexibel um das Ziehen des Schwertes zu erleichtern. Es gibt einen zweiten Scheidentyp, der aus einem Stück Holz gefertigt ist und etwa in der Mitte einen Griff besitzt. Auf diese Weise konnte die Scheide als Schild benutzt werden. Das Kampilan war die Nationalwaffe der See-Dajak aus Borneo, wurde später aber von den Moro aus Sulu und Mindanao (Philippinen) übernommen.